# 尹兆堅
尹兆堅（英語：Andrew Wan Siu-kin；1969年6月7日—），人稱阿尹、尹天仇、尹佬，近稱「肥尹」。香港民主派政黨民主黨籍政治人物，前民主黨副主席、前香港新界西選區立法會議員，以及前香港葵青區議會石蔭選區議員。2021年1月6日因早前參與立法會民主派初選涉嫌違犯中華人民共和國香港特別行政區維護國家安全法而被捕，2月底被拒保釋一直還押至今。

## 簡歷
尹兆堅生於香港一個基層家庭。據選舉資料顯示，尹之父母均為基層勞工，而他少時與家人居於九龍大角咀舊市區。曾就讀大角嘴天主教小學（1975年至1981年，與香港立法會選舉管理委會界別議員林智遠為同屆同學）、天主教新民書院、上水香港道教聯合會鄧顯紀念中學和葵涌香港道教聯合會圓玄學院第一中學，在後者完成兩年大學預科課程，曾參與學生會任社長，及任歷史學會會長等職。
1989年北京民運初期，香港民促會發起集會聲援北京學生集會。就讀大學預科的尹兆堅亦與友儕第一次參與社會運動。據他在不同的訪問中提及，如同當時很多青年，六四事件對他是最重要的社會意識及政治啟蒙事件，不少八九世代青年日後亦投身參與社會運動或參政。
尹兆堅畢業於香港城市大學應用社會科學系，主修社會工作，獲社會工作榮譽學士學位。在大學期間參與學生會，曾為學生會外務部部長及國事學會成員，代表香港城市大學學生會參與香港專上學生聯會 ，任代表會成員。
大學畢業加入社會工作者行列，曾任職香港基督教女青年會多年，於離島大嶼山大澳漁村及水上棚屋區、葵涌石籬邨及石蔭邨的重建、九龍灣及將軍澳臨時房屋區等地區工作，主要協助基層市民及弱勢社群爭取不同社會權益。
1998年赴英國雅息士大學進修，修讀社會學課程，先後獲社會學學士後文憑及社會學文學碩士學位。
他是香港理工大學應用社會科學系的兼職導師。

## 政治生涯
2002年初加入街坊工友服務處，成為香港立法會議員梁耀忠之助理，協助統籌勞工及基層組織工作。
2003年香港區議會選舉，回到曾服務的基層社區（即石蔭選區）與民建聯支持的地區人士呂學能（劉國勳外父）競逐議席，以2332票當選為葵青區區議員。
2004年香港立法會選舉，與梁耀忠合組名單，參選新界西選區，在12張參選名單，爭取8個議席，最終二人共得59,033票。在比例代表制下，梁耀忠順利當選，惟尹兆堅未能有足夠剩餘票當選。及後曾與任香港有線電視《有理取閙》節目嘉賓主持，iTV《煽風點火》節目輪任主持，並曾與街坊工友服務處另一成員黃潤達為網絡電台香港人民廣播電台擔任節目《向左走·向右走》主持等，各節目均以討論政治、社會政策、民生、基層及勞工等問題為主。
2007年香港區議會選舉，尹兆堅在葵青區議會石蔭選區以3,062票，擊敗得1,437票的民建聯及工聯會支持的對手羅顯懷，成功連任。
2008年香港立法會選舉，尹兆堅以私人理由，宣佈不參與是屆立法會選舉，但協助另兩名街坊工友服務處成員梁耀忠及黃潤達助選。
2008年11月尹兆堅退出街坊工友服務處，但仍參與多項香港民間社會運動。據傳媒剪報資料，曾參與包括一些民間運動，例如：增加長者高齡津貼／退休保障制度／政府公共房屋減租／新移民權益／反對政府出售資產／殘障人士公共交通半費／最低工資等勞工權益。
尹兆堅於2009年初加入民主黨，並任社企總幹事。
2008年，由CNEX監製及導演陳惠儀執導之紀錄片《區議員》在香港第一屆亞洲獨立電影節、台灣的夢的百元劇場I──2008及一些大學舉行放映會。電影描述導演陳惠儀由2004年開始追訪尹兆堅，描述其在香港大政治氛圍下，如何決定結束10年的社工生涯，於2003及2004年投身香港政治，參與議會選舉，及至2008年決定不參選立法會之心路歷程。
2015年香港區議會選舉前夕, 尹兆堅曾向選舉事務處舉報當區居民種票，雖然有33涉嫌種票個案成立，法庭頒令剔除有關人等選民資格，但仍有數名被投訴個案不成立。該數名被投訴者在選舉前由尹的選舉對手民建聯陪同下開記者會，質疑尹針對及濫用機制。最終尹因為此事而受影響，他於區議會選舉僅以50多票敗給民建聯對手李世隆，連任失敗。
2016年香港立法會選舉，尹兆堅首次代表民主黨參選新界西選區，在報名參選前其支持度約4%，屬於偏低，民主黨派出前立法會議員何俊仁及李永達（同樣之前於區議會選舉中敗選），聯同屯門區議會新景區議員黃麗嫦以及葵青區議會石籬北區議員林紹輝合組一張五人名單參選。及至選舉前兩星期，各大電視及電台論壇播出後，尹的民意支持度持續攀升，選前一周更曾登上20支名單的第二位，至投票日前一天，其支持度仍然於第三位，僅次於新民黨田北辰名單及獨立候選人朱凱廸。惟最終受「雷動計劃」及「棄保效應」影響，尹的名單共取得41,704票，尹本人成功當選，得票排名由第三大幅跌至第八，僅比取得最後一席的何君堯多6,047票。雖然民主黨總體上得票減少，但民主黨重奪因上屆的配票失誤，而失落的立法會新界西議席。在選前選後，懷疑因他長期關注丁權爭議及作出司法覆核申請，其宣傳車遭潑易燃液及收到三封恐嚇信，尹自覺人身安全受威脅，已報警求助。
2019年香港區議會選舉，身兼立法會議員的尹兆堅捲土重來在石蔭選區參選，結果以1,160票之差擊敗時任民建聯區議員李世隆，重返議會並再次擔任葵青區議會議員，成為「雙料議員」。
2021年5月10日，因民主派初選案被還押的尹兆堅宣布辭任葵青區議員，結束18年議員生涯。

### 歷屆選舉結果
| 政党   | 政党   | 候选人    | 票数  | %     | ±      |
| ------ | ------ | --------- | ----- | ----- | ------ |
|        | 民建聯 | ①. 李世隆 | 3,731 | 43.27 | ▼7.20  |
|        | 民主黨 | ②. 尹兆堅 | 4,891 | 56.73 | ▲7.20  |
| 多数票 | 多数票 | 多数票    | 1,160 | 13.46 | ▲12.52 |

| 政党   | 政党   | 候选人    | 票数  | %     | ±      |
| ------ | ------ | --------- | ----- | ----- | ------ |
|        | 民建聯 | ①. 李世隆 | 2,907 | 50.47 | 不適用 |
|        | 民主黨 | ②. 尹兆堅 | 2,853 | 49.53 | ▼13.44 |
| 多数票 | 多数票 | 多数票    | 54    | 0.94  | ▼25.00 |

| 政党   | 政党   | 候选人    | 票数  | %     | ±      |
| ------ | ------ | --------- | ----- | ----- | ------ |
|        | 民主黨 | ①. 尹兆堅 | 2,891 | 62.97 | ▼5.09  |
|        | 民建聯 | ②. 黃可欣 | 1,700 | 37.03 | 不適用 |
| 多数票 | 多数票 | 多数票    | 1,191 | 25.94 | ▼10.18 |

| 政党   | 政党           | 候选人    | 票数  | %     | ±      |
| ------ | -------------- | --------- | ----- | ----- | ------ |
|        | 民建聯         | ①. 羅顯懷 | 1,437 | 31.94 | 不適用 |
|        | 街坊工友服務處 | ②. 尹兆堅 | 3,062 | 68.06 | ▲10.85 |
| 多数票 | 多数票         | 多数票    | 1,625 | 36.12 | ▲21.69 |

| 政党   | 政党           | 候选人    | 票数  | %     | ±      |
| ------ | -------------- | --------- | ----- | ----- | ------ |
|        | 無黨派         | ①. 呂學能 | 1,744 | 42.79 | 不適用 |
|        | 街坊工友服務處 | ②. 尹兆堅 | 2,332 | 57.21 | 不適用 |
| 多数票 | 多数票         | 多数票    | 588‬   | 14.43 | 不適用 |

## 政治事件及爭議

### 投訴種票風波
2015年區議會選舉前，尹兆堅發現在他當選民主黨副主席後，石蔭選區在半年間大幅增加1300選民，事件極不尋常。尹大力舉報多宗當區居民種票，雖成功告發33名疑種票人士，惟投訴力度過大，有數名居民證實非種票，被選舉對手民建聯連同數名種票個案不成立當事人開記者會，質疑尹非100%投訴成立，故此是濫用機制殺錯良民。有被舉報居民質疑是被惡意針對；亦有互助委員會主席被舉報後，入稟小額錢債審裁處向尹兆堅索償，之後撤回。部份受影響居民於民建聯立法會議員陳恒鑌陪同下召開記者會及上庭。

### 爆粗轟韓連山、黃毓民
2017年7月14日，香港高等法院裁定非建制派梁國雄、羅冠聰、劉小麗及姚松炎，因2016年香港立法會宣誓風波，被取消立法會議員資格，令非建制派喪失立法會地區直選組別否決權，前立法會議員黃毓民及退休教師韓連山等，都公開建議非建制派「總辭」，全體辭去立法會議員職位來應對。有關建議引來熱論，其中民主黨議員尹兆堅更在其fb以粗言責罵兩人，形容他們是「鬼」。尹兆堅於facebook上載一張黑底白字圖片，表達不認同「總辭」做法，更叫韓連山及黃毓民「仆街」。韓連山續說，非建制議員不贊成「總辭」，甚至抹黑倡議「總辭」的人為「鬼」，要求對方拿出新方案、新策略、「『貨真價實』的全民不合作路線，讓市民辯論，理出一個真救港的團結方案，樂見其成」。

### 2018年於立法會內抗議被檢控
2018年12月7日，尹兆堅和林卓廷收到香港警方通知，在關於他們兩位在6月30日立法會會議上的行為，兩人將會被警方預約拘捕及提出檢控。事件是關於在6月13日立法會會議上高鐵一地兩檢條例草案，期間有幾位民主黨議員被逐出會議廳。在過程中尹兆堅和林卓廷受傷送院，兩位立法會保安員亦報受傷。事後尹兆堅被控以妨礙立法會會議及襲擊罪兩項罪名。

### 2020年5月8日立法會內務委員會風波
於2020年5月8日立法會內務委員會風波，除了工聯會郭偉強對人民力量陳志全施暴外，民主黨尹兆堅亦被何君堯施襲，尹兆堅其後揚言必定追究。

### 工作報告被香港郵政政治審查
2020年7月17日，尹兆堅及黨友屯門區議員馬旗召開記者招待會，表示由於其向居民發布的工作報告提及《港區國安法》，結果被香港郵政打壓言論自由。香港郵政表示郵政署只回覆「拒絕批核」四字，並無解釋詳細的拒絕原因。他亦曾多次追問，但郵政署只以「郵局擁有最終決定權」為由，未有解釋原因。尹兆堅批評郵政署態度反覆，執法欠標準，亦提到黨友甘乃威亦有同類遭遇，對連續出現政治打壓感憂慮，稱現時「已經唔係溫水煮蛙，係大滾水淥蛙」，但強調會追究到底，反擊白色恐怖。

## 資料來源與註釋
1. ↑  中環出更：肥尹迷信選舉「贏條毛」 （页面存档备份，存于）《東方日報》
2. ↑  . 民主黨.   [2019-11-30]. （原始内容存档于2021-03-15） （中文（香港））.
3. ↑  . 葵青區議會.   [2020-11-15]. （原始内容存档于2021-03-15） （中文（香港））.
4. ↑  . 都會學園 香港. 2021  [2021-12-20]. （原始内容存档于2021-12-20）.
5. ↑  葵涌選民被傳召 質疑遭惡意舉報 （页面存档备份，存于）《星島日報》
6. ↑  周皓宜. . 香港01. 2021-05-10  [2021-05-10]. （原始内容存档于2021-05-10）.
7. ↑  濫打種票 泛民殺錯良民 （页面存档备份，存于）《東方日報》
8. ↑  鴿黨區員尹兆堅疑濫舉報擾選民 （页面存档备份，存于）《文匯報》
9. ↑  【4議員DQ】尹兆堅爆粗轟韓連山、黃毓民：叫人總辭就是「鬼」韓千字文反駁     《明報》
10. ↑  . hk01.com. 2018-12-07  [2018-12-09]. （原始内容存档于2018-12-09）.
11. ↑  姚國雄. . 2020-05-10  [2020-05-10]. （原始内容存档于2020-05-19）.
12. ↑  .   [2020-07-22]. （原始内容存档于2020-07-22）.
13. ↑  .   [2020-07-22]. （原始内容存档于2020-07-22）.

## 外部連結
| 議會席位      | 議會席位                                                | 議會席位              |
| ------------- | ------------------------------------------------------- | --------------------- |
| 前任： 李志輝 | 葵青區議會 石蔭選區區議員 2004年1月1日 - 2015年12月31日 | 繼任： 李世隆         |
| 前任： 李世隆 | 葵青區議會 石蔭選區區議員 2020年1月1日 -2021年5月10日   | 繼任： 末任(選區取消) |